# Monkey Dory
«Monkey Dory» es el quinto episodio de la serie de televisión estadounidense de superhéroes Peacemaker, un spin-off de la película de 2021 The Suicide Squad. El episodio fue escrito por el creador de la serie James Gunn y dirigido por Rosemary Rodríguez. Se emitió originalmente en HBO Max el 27 de enero de 2022.
La serie está ambientada después de los eventos de The Suicide Squad, y sigue a Christopher Smith / Peacemaker regresando a su casa, pero se ve obligado a trabajar con agentes de A.R.G.U.S. en una operación clasificada conocida como «Proyecto Butterfly». Smith también tiene que lidiar con sus demonios personales, incluido sentirse perseguido por los recuerdos de las personas que mató por «la paz», así como volver a conectarse con su padre separado. En este episodio, la policía vuelve a abrir el caso de Auggie, ya que afirma que fue incriminado por su propio hijo. Mientras tanto, el equipo se prepara para una operación en una fábrica conectada con las Butterflies.
El episodio recibió críticas generalmente positivas de los críticos, quienes elogiaron el humor, las secuencias de acción y el desarrollo del personaje, aunque el ritmo recibió algunas críticas.

## Trama
Murn informa al equipo sobre las Butterflies y les explica que se infiltran en muchos humanos para usarlos como anfitriones, incluidas personas poderosas. Surgen tensiones entre Smith y Economos, luego de que este último incriminara a Auggie por los crímenes de Smith, además de burlarse de su presentación. Waller le dice a Adebayo que debe colocar un diario de vida en la casa rodante de Smith para incriminarlo; además, por culpa del trabajo, tiene discusiones con su novia Keeya.
En prisión, Auggie les pide a los detectives Song y Fitzgibbon que le tomen las huellas dactilares nuevamente para demostrar que no estuvo en la escena del crimen. Después de confirmar su veracidad y cuestionar a la pareja del edificio, se dan cuenta de que Smith fue el responsable de los eventos en el edificio. En privado, Murn se reúne con un antiguo socio, Caspar Locke, para pedirle ayuda. Locke se infiltra en la fuerza policial como el nuevo capitán de policía y vincula las huellas dactilares de Auggie con la escena del crimen, lo que lo envía de regreso a prisión. A pesar de las protestas de Song, Locke se niega a continuar con el caso. Sin darse por vencidos en el caso, Song y Fitzgibbon le piden ayuda al tío de Song, un juez.
Con la nueva evidencia de Adebayo que vincula a las Butterflies con una fábrica embotelladora donde se procesa el líquido, el equipo asalta la fábrica para matarlas. Cuando las Butterflies atacan al equipo, el equipo se separa a través de la fábrica. Durante la misión, Harcourt y Chase son atacados por un gorila llamado Charlie, que también se revela como una Butterfly. Smith se une para luchar pero es brutalmente golpeado. De repente, Economos logra matar a Charlie con una motosierra, logrando ganarse el respeto de Smith. Después de esto, el equipo se va feliz por cumplir la tarea.
Con su nueva confianza, Smith invita a Adebayo a beber en su casa rodante. Adebayo le advierte que debe ser más considerado con otras personas para sentirse respetado, incluso con Harcourt. Mientras Smith está en el baño, Adebayo planta el diario en la casa antes de irse; en el viaje muestra arrepentimiento por su confianza entre ambos. Ella regresa a la sede y encuentra a Murn trabajando en su escritorio. Decide ponerse el casco de visión de rayos X de Smith, lo que le permite ver a Murn y darse cuenta de que es una Butterfly. Ella intenta escapar pero Murn la alcanza.

## Producción

### Desarrollo
En julio de 2021 se anunció que Rosemary Rodríguez dirigiría un episodio de la serie.

### Escritura
Durante el comienzo del episodio, mientras el equipo se prepara para su misión, Adrian Chase pregunta si la sede tiene televisión por cable, ya que quiere ver la serie Fargo. Debido a la inconsistencia de la fecha de emisión del episodio, el productor ejecutivo Peter Safran explicó que dentro del Universo Extendido de DC, «es la séptima temporada de Fargo en el DCEU. Abraza la realidad alternativa».

### Casting
En diciembre de 2020, Christopher Heyerdahl se unió a la serie en el papel recurrente del Capitán Locke.

## Recepción de la crítica
«Monkey Dory» recibió críticas generalmente positivas de los críticos. Samantha Nelson de IGN le dio al episodio una calificación «excelente» de 8 sobre 10 y escribió en su veredicto: «La conspiración de Butterfly continúa desarrollándose en el episodio 5 de Peacemaker, que ofrece una combinación satisfactoria de trama, desarrollo de personajes y caos. Teniendo en cuenta que efectivamente involucra tres historias entrelazadas repartidas entre géneros, es un testimonio impresionante de la escritura y la visión de James Gunn de que todo encaja de una manera tan satisfactoria y divertida».
Jarrod Jones de The AV Club le dio al episodio una calificación de «B+» y escribió: «El exterminio de la horda por parte de Peacemaker es la primera muestra de caos desenfrenado que hemos visto del personaje desde su concurso de meadas con Bloodsport en The Suicide Squad, pero el verdadero impacto de 'Monkey Dory' es que la brutalidad de la masacre de Chris es igualada y luego superada por nada menos que el mismo Economos». Alec Bojalad de Den of Geek le dio al episodio una calificación de 3,5 estrellas sobre 5 y escribió: «Incluso en un episodio relativamente 'bajo', Peacemaker es una serie de televisión increíble para experimentar. Aparentemente, el público está de acuerdo, ya que al menos una empresa de análisis lo ha catalogado como el programa más visto del mundo de la transmisión. Con suerte, esos espectadores apreciaron saber que Superman tiene un fetiche con la caca y que los pronombres preferidos de Poison son 'larga vida al rock' esta semana».